# Vanadium(III)sulfaat
Vanadium(III)sulfaat is een anorganische verbinding van vanadium, met als brutoformule V2(SO4)3. Het is een citroengeel poeder, dat in geringe mate oplosbaar is in water. De stof is een krachtige reductor. Bij verhitting boven 400 °C treedt thermische ontleding op, met vorming van vanadylsulfaat en zwaveldioxide.

## Synthese
Vanadium(III)sulfaat wordt bereid door een redoxreactie van vanadium(V)oxide, elementair zwavel met zwavelzuur.
{\displaystyle \mathrm {V_{2}O_{5}\ +\ S\ +\ 3\ H_{2}SO_{4}\longrightarrow \ V_{2}(SO_{4})_{3}\ +\ SO_{2}\ +\ 3\ H_{2}O} }